# Dorel Constantin Vasile Borza
Dorel Constantin Vasile Borza (n. 1 ianuarie 1952, Filiași, județul Dolj) este un politician român care a fost ales ca deputat în legislatura 1990-1992 în județul Timiș, pe listele partidului FSN; în ianuarie 1992 a demisionat iar în februarie 1992 a fost înlocuit de deputatul Gheorghe Sfercoci.
A fost ales senator în circumscripția electorală nr.37 TIMIȘ în legislatura  2008 - 2012 pe lista PDL.